# Nawabganj (Barabanki)
Nawabganj ist eine Stadt vom Typ Nagar Palika Parishad im nordindischen Bundesstaat Uttar Pradesh.
Nawabganj liegt in der nordindischen Ebene 25 km nordöstlich von Lucknow. Die Stadt bildet das Zentrum des Ballungsraums Barabanki, in welchem die Distriktverwaltung von Barabanki liegt.
Die nationale Fernstraße NH 28 (Lucknow–Faizabad) führt durch die Stadt.
Nawabganj ist in 25 Wards gegliedert und hatte beim Zensus 2011 81.163 Einwohner. Im Ballungsraum Barabanki lebten 147.550 Menschen. 